# Cossypha albicapilla
Cossypha albicapilla là một loài chim trong họ Muscicapidae.

## Hình ảnh

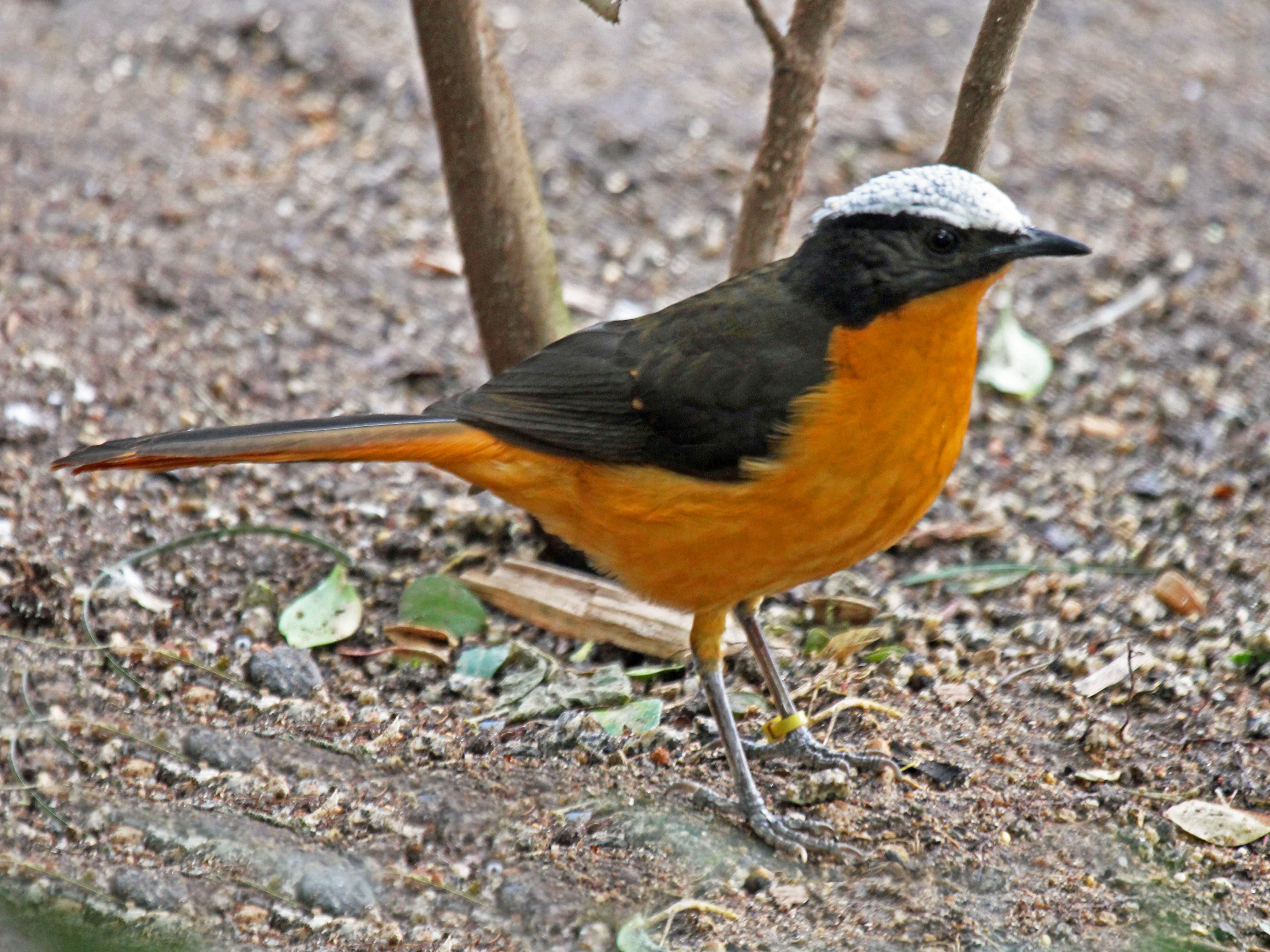
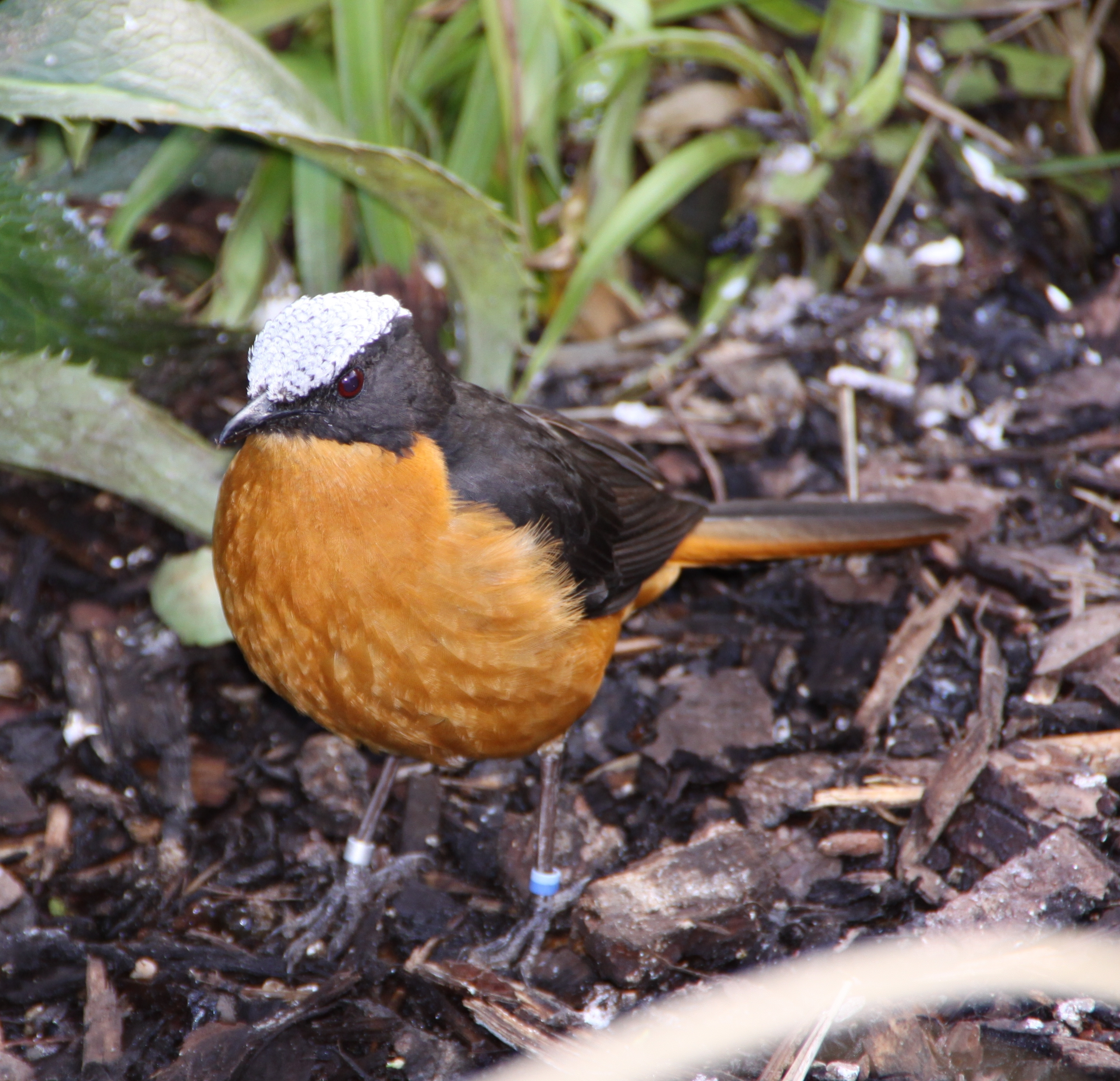